# 瑞隆路匝道
瑞隆路匝道，正式名稱為瑞隆路出口匝道，或俗稱瑞隆路交流道，為臺灣國道一號的交流道，指標為369k，位於高雄市鳳山區近前鎮區交界，僅設南下出口，連絡道路為瑞隆東路，於2003年1月10日啟用。是聯絡鳳山新甲、五甲與前鎮崗山仔等地區主要聯外交流道，下交流道繼續直行側車道可通往五甲路（市道183號）、南華路（市道188號，台88線橋下道路）。
|  | 369 瑞隆路 | 瑞隆東路 |

## 外部連結
- 國道一號瑞隆路出口匝道示意圖 （页面存档备份，存于）（交通部高速公路局）